# 小株鹅观草
小株鹅观草（学名：Roegneria minor），为禾本科鹅观草属下的一个植物种。其种加词“minor”意为“较小的”。
现接受名为小株鹅观草（Elymus zhui S.L.Chen, 2006）。